# Unterseeboot 1221
L'Unterseeboot 1221 (ou U-1221) est un sous-marin allemand utilisé par la Kriegsmarine pendant la Seconde Guerre mondiale.

## Historique
Après sa phase d'entraînement initial à Stettin au sein de la 4. Unterseebootsflottille jusqu'au 30 juin 1944, l'U-1221 est affecté à une formation de combat à Lorient, dans la 10. Unterseebootsflottille. 
Devant l'avance des forces alliées en France et pour éviter la capture, il rejoint le 1er décembre 1944 Flensbourg, dans la 33. Unterseebootsflottille.
L'U-1221 est coulé le 3 avril 1945 alors qu'il est amarré aux quais de Kiel lors d'un bombardement américain par la 8e USAAF.
Sept membres d'équipage meurent dans cette attaque.

## Affectations successives
- 4. Unterseebootsflottille du 11 août 1943 au 30 juin 1944
- 10. Unterseebootsflottille du 1er juillet 1944 au 30 novembre 1944
- 33. Unterseebootsflottille du 1er décembre 1944 au 8 mai 1945

## Commandement
- Oberleutnant zur See Karl Kölzer du 11 août 1943 au 19 janvier 1944
- Oberleutnant zur See Paul Ackermann du 20 janvier 1944 au 3 avril 1945

## Navires coulés
L'U-1221 n'a coulé, ni endommagé aucun navire au cours des 2 patrouilles qu'il effectua.

### Sources
- U-1221 sur Uboat.net